# Agii Anargyri (Athen)
Die Kirche Ágii Anárgyri (Άγιοι Ανάργυροι), auch bekannt als Metochion des Heiligen Grabes, befindet sich in der Innenstadt von Athen, am nördlichen Abhang der Akropolis, an der Kreuzung der Straßen Erechtheos und Prytaneiou. Sie ist den Märtyrern Kosmas und Damian geweiht, genannt die Heiligen „ohne Geld“ (anárgyri), weil sie als Ärzte Menschen halfen, ohne dafür bezahlt zu werden. Die Kirche wurde im 17. Jahrhundert an der Stelle eines früheren Aphroditetempels erbaut. Auf dem Gelände befanden sich schon vor der Anlage eines Klosters die Gräber der Familie Palaiologos.

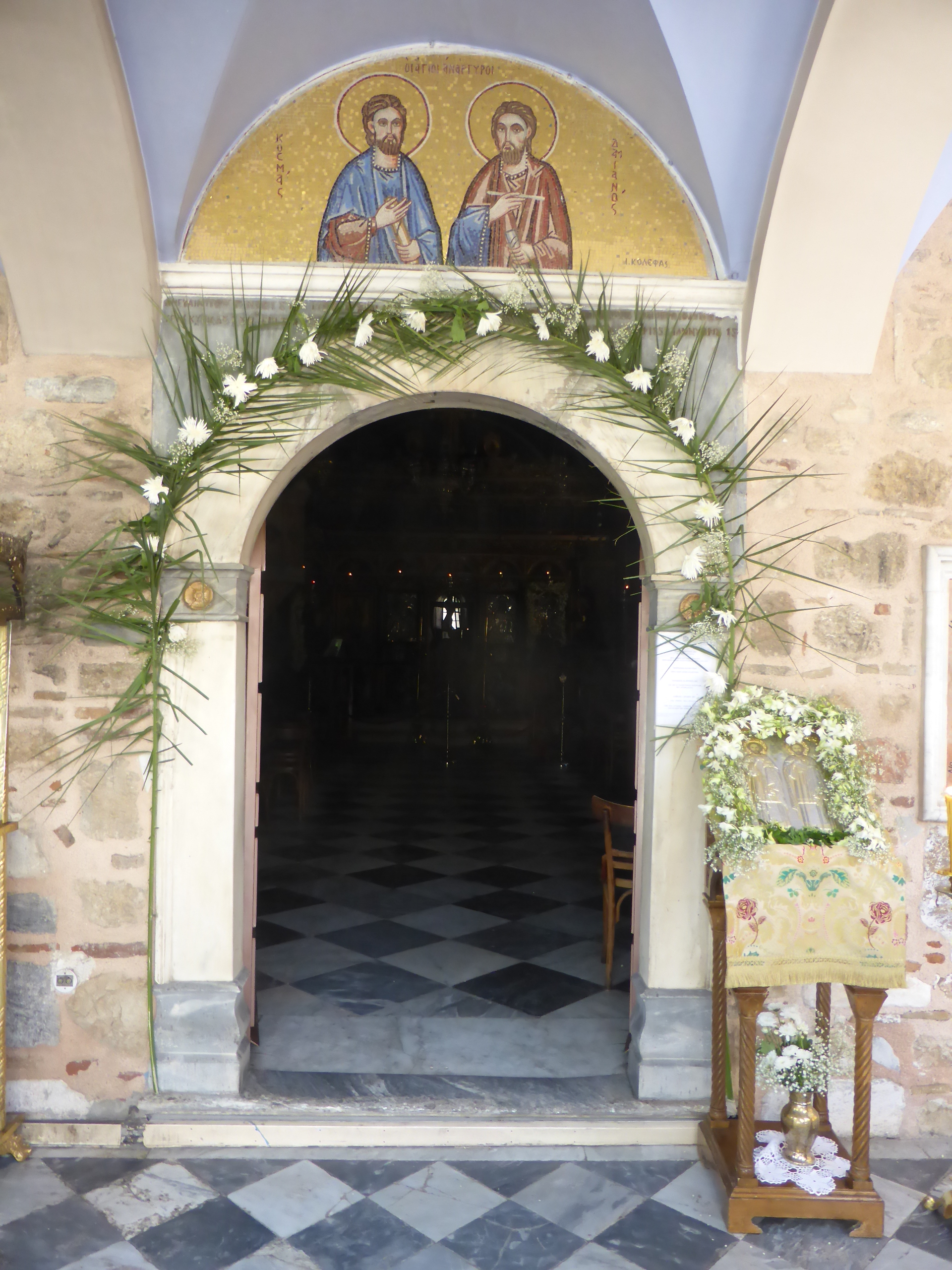
Eingang zur Kirche Agii Anargyri

## Geschichte

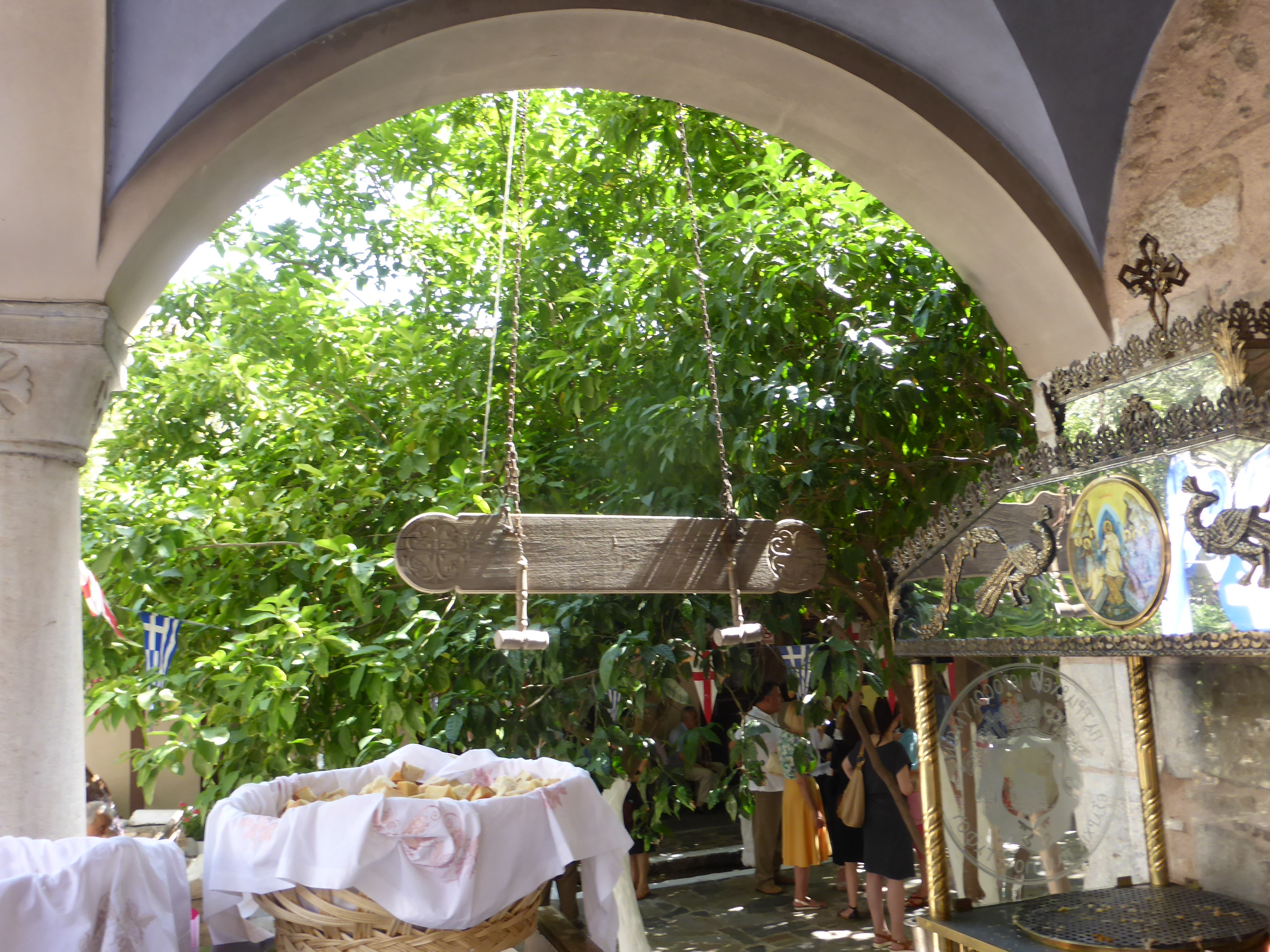
Innenhof

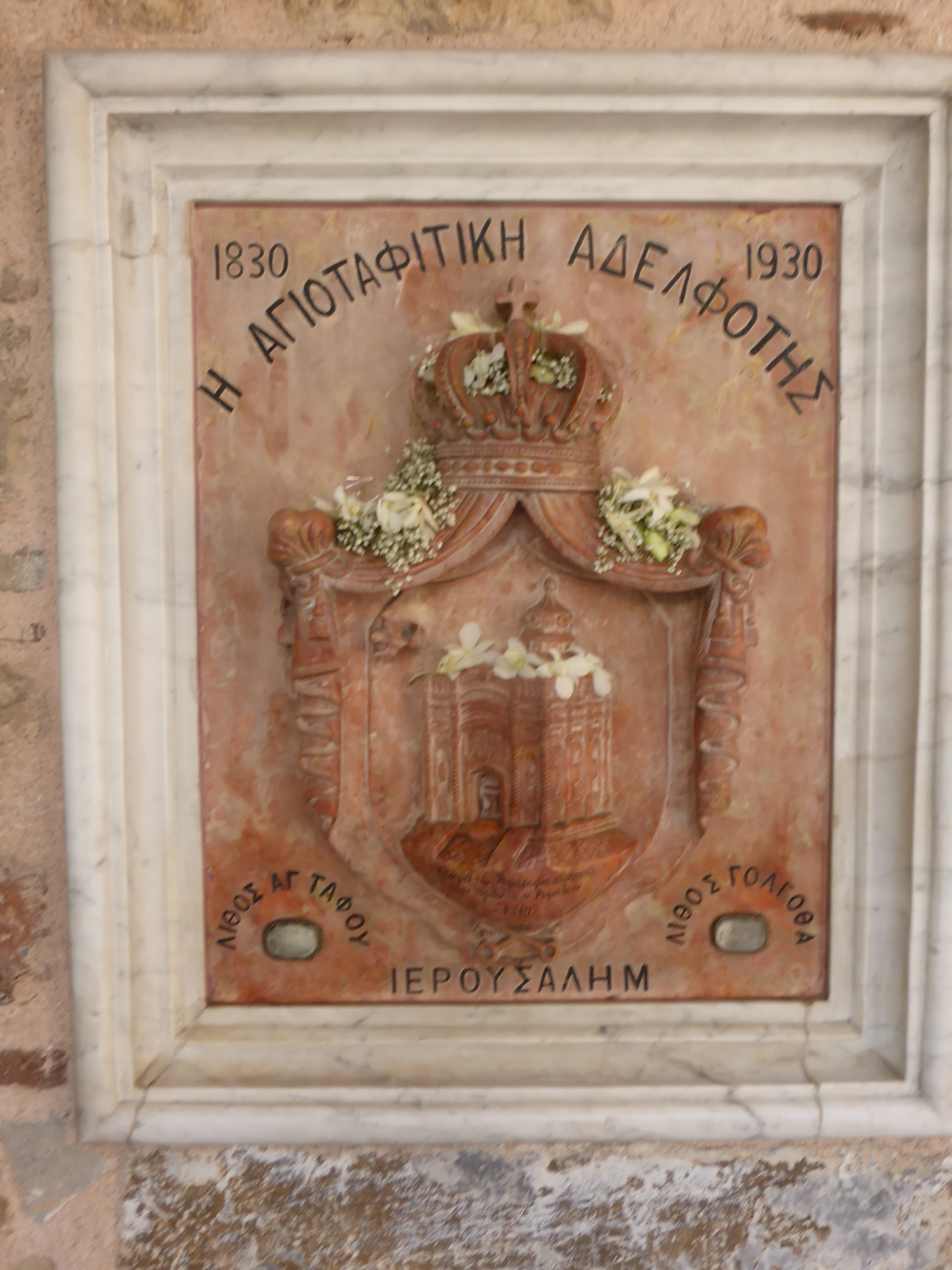
Platte mit Darstellung der Heilig-Grab-Ädikula und eingelassenen Steinen vom Heiligen Grab und von Golgatha

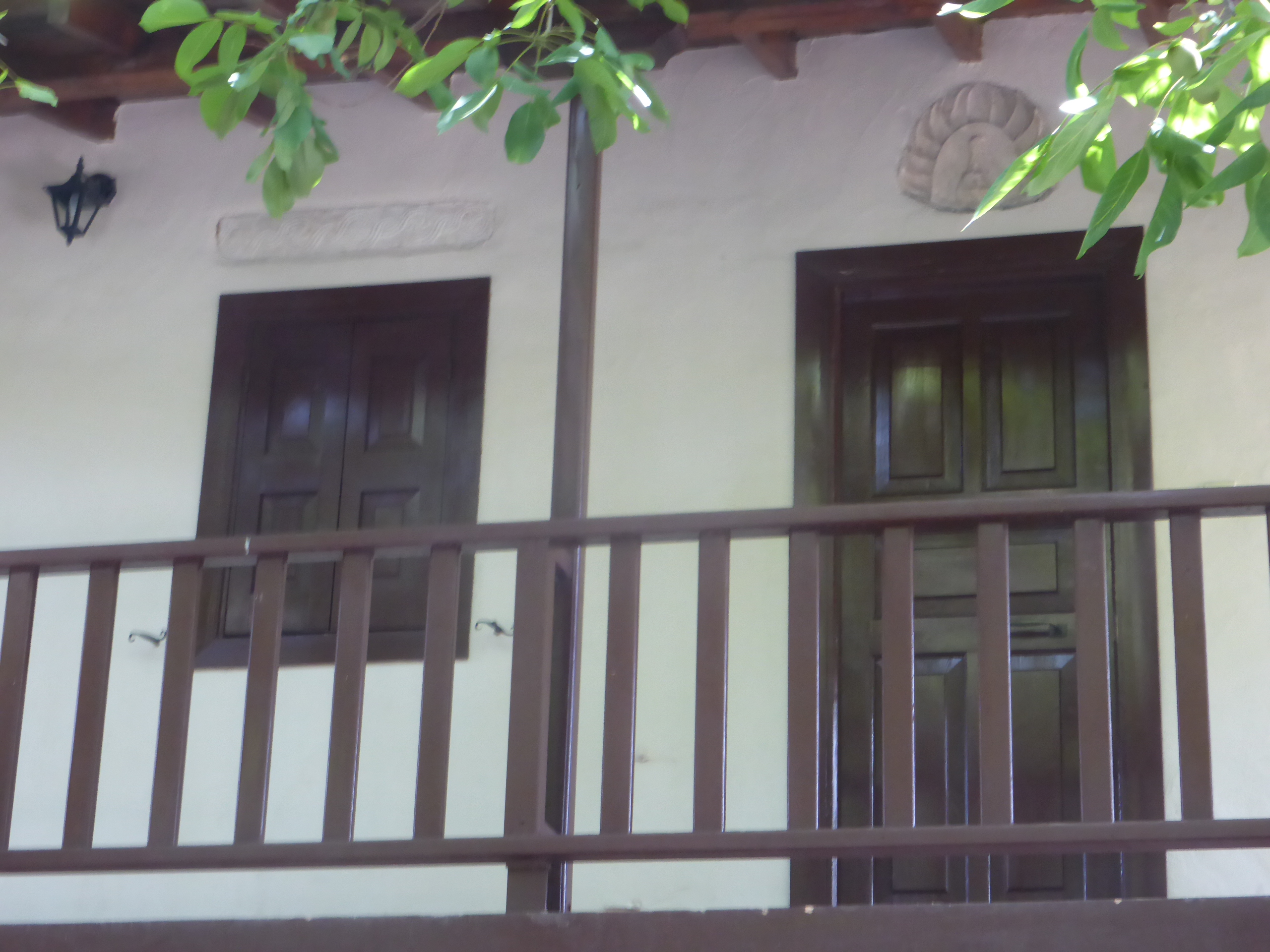
Historische Klosterzelle des 17. Jahrhunderts

Der Priester Dimitrios Kolokinthis, Mitglied einer bedeutenden Athener Familie, besaß dieses Grundstück, auf dem er 1651, nach Beendigung der Bauarbeiten, ein Frauenkloster gründete. Seit der Belagerung der Akropolis durch Admiral Francesco Morosini (1687) wurde das Kloster nicht mehr bewohnt. Ab 1700 war hier ein Männerkloster. 
Im Jahr 1760 erwarb der Exarch des Heiligen Grabes, Archimandrit Iakovos, das Gebäude. Seitdem untersteht diese Athener Kirche dem griechischen Patriarchen von Jerusalem. Die schlichten Klosterzellen waren bis 1858 der Wohnsitz des Archimandriten. 1858 wurde die Kirche renoviert und erhielt dabei ihre heutige Gestalt; das betrifft besonders die Ausmalung des Innenraumes und die Hinzufügung eines Vorbaus. In den Jahren 1972 bis 1973 restaurierte das Ephorat für byzantinische Altertümer die Fassade der Kirche. 

## Baubeschreibung
Die Kirche ist eine einschiffige Basilika mit einem Vorbau und einer Frauenempore. Sie ist ein typisches Beispiel des ottomanischen Baustils in seiner Athener Ausprägung. Besonders die Gestaltung des Daches übernimmt die Dachkonstruktion islamischer öffentlicher Gebäude. Der kleine marmorne Dachreiter mit Geläut stammt aus späterer Zeit. Spolien älterer Gebäude wurden in den Mauern verbaut, und in dem von Zitrusbäumen beschatteten Innenhof sind antike Fundstücke ausgestellt, die von der langen Geschichte dieses Ortes Zeugnis ablegen.
Von dem früheren Kloster sind noch eine Reihe von Zellen vorhanden sowie ein Brunnen. 
Übrigens blieb in diesem Hof auch eine historische Athener Gaslaterne erhalten.

## Religiöse Bedeutung
Die Kirche Agii Anargyri hat für die orthodoxe Athener Bevölkerung eine besondere Bedeutung, zum einen durch die Karfreitagsprozession mit einer Nachbildung des Heiligen Grabes durch die Gassen der Plaka, aber vor allem durch das Heilige Feuer, das aus der Heilig-Grab-Ädikula in der Osternacht hervorgebracht wird. Es kommt per Flugzeug nach Athen, wird wie ein Staatsgast empfangen und sodann zur Kirche Agii Anargyri eskortiert. Hier wird es der mit Kerzen wartenden Menge dargeboten.